# NGC 6297
NGC 6297 је лентикуларна галаксија у сазвежђу Змај која се налази на NGC листи објеката дубоког неба.
Деклинација објекта је + 62° 1' 34" а ректасцензија 17h 3m 36,4s. Привидна величина (магнитуда) објекта NGC 6297 износи 13,6 а фотографска магнитуда 14,6. NGC 6297 је још познат и под ознакама NGC 6298, UGC 10690, CGCG 299-50, NPM1G +62.0208, PGC 59525.